# The Queen's Handbag
The Queen's Handbag (dansk: Dronningens håndtaske) er et tre minutter langt filmafsnit lavet kort før Harry Potter og Fønixordenen, der handler om om Harry Potter, Ron Weasley, Hermione Granger, og Neville Longbottom i Gryffindor's Opholdstue på troldmanskolen Hogwarts.
The Queen's Handbag var en del af Children's Party at the Palace (dansk: Børnefest på Palace) var en begivenhed arrangeret af Peter Orton af Hit Entertainment og David Johnstone af DJI consult, afholdt på Buckingham Palace Garden den 25. juni 2006 i anledning af 80 års fødselsdag af Dronning Elizabeth II .

## Handling
En ugle flyver ind på Hogwarts i Gryffindors Opholdstue hvor den smider et brev i lænestolen foran pejsen. 
Harry, Ron og Hermione er på vej ud af opholdstuen da de får øje på uglen tager de brevet og Harry siger at det er fra Ministeren. Hermione tager brevet og siger det er fra Muggler-premierministeren.
Hermione læser højt: Til hvem end der finder denne, bare de kan bruge Magi hun læser videre og der står at Dronningen (Elizabeth II) har mistet sin håndtaske.
Der står også at hun skal fejre sin 80 års fødselsdag. Så stiller Harry sig på afstand og råber Accio, mistet håndtaske med tryllestaven rettet mod et bord, ingen effekt. Så gør Ron det samme og de råber Accio, mistet håndtaske, der får en hel masse håndtasker til at dukke op. De tjekker hver eneste af dem. En af dem havde endda en sandwich i sig.
Neville kommer ind af hullet bag Den Fede Dame, hvorefter han spørger, hvad de laver med hans Bedstes håndtaske. De forklarer, hvad problemet er, og Neville siger til Ron, at han selv nok ikke ville stikke hånden i den håndtaske. Ron giver et hyl fra sig og trækker hånden til sig, idet spørger Harry hvem der opbevarer en musefælde i sin håndtaske, så siger Neville Min Bedste, tilbage i 1947 da hun opdagede et dyr i sin håndtaske. Min onkel troede det var for sjov.
Så begynder Hermione at skrive til dem fra Muggler-verdenen. Lidt efter, da brevet er skrevet, sender Harry det af sted med uglen, med den besked Buckingham Palace, et stort slot med et flag i toppen. Og så flyver uglen af sted.

## Medvirkende
- Dronning Elizabeth II som sig selv
- Prins Philip, hertug af Edinburgh som sig selv
- Pam St Clement som tante Sponge
- June Brown som Aunt Spiker
- Big Friendly Giant
- Sophie Dahl som Sophie
- Ronnie Corbett som Mr. Tibbs
- Meera Syal som Mary
- Patsy Kensit som The Grand High Witch
- Thomas Tog
- Jonathan Ross som The Fat Controller
- Kacey Ainsworth som Peter Pan
- Kelly Osbourne som Wendy
- Anthony Head som Kaptajn Klo
- Noddy
- Martin Clunes som Mr. Plod
- Janine Duvitski som stuepige på Buckingham Palace
- Angelina Ballerina
- Konnie Huq, Gethin Jones, Zöe Salmon, Matt Baker og Mabel som De Fem
- Daniel Radcliffe som Harry Potter
- Rupert Grint som Ron Weasley
- Emma Watson som Hermione Granger
- Matthew Lewis som Neville Longbottom
- Harry Hill som Premierministerens Uglepasser
- Bernard Cribbins som stationsvagt
- Alan Titchmarsh som Percy the Park Keeper
- Scarlett Strallen som Mary Poppins
- Gavin Lee som Bert
- Joe Pasquale som The White Rabbit
- Sanjeev Bhaskar som Robin Hood
- Dani Harmer som Tracy Beaker
- Sam Aston som Horrid Henry
- Luke Tittensor som William Brown
- Bradley Walsh som Burglar Bill
- Richard O'Brien som The Child Catcher fra Chitty Chitty Bang Bang
- Amanda Redman som Cruella de Vil
- Nicholas Lyndhurst som Cruellas chauffør
- Jerry Hall som Piraternes dronning
- Nick Ross som sig selv
- Fiona Bruce som sig selv
- Huw Edwards som sig selv
- Sophie Raworth som sig selv
- Simon Grant som Owl
- Matthew Stevens som jazzsanger i London Underground

## Videoklip
- The Queen's Handbag Arkiveret 10. oktober 2009 hos  Wayback Machine – 'Harry Potter' klip på Emma Watson's website
- 'Harry Potter' klip på YouTube